# Traversetolo

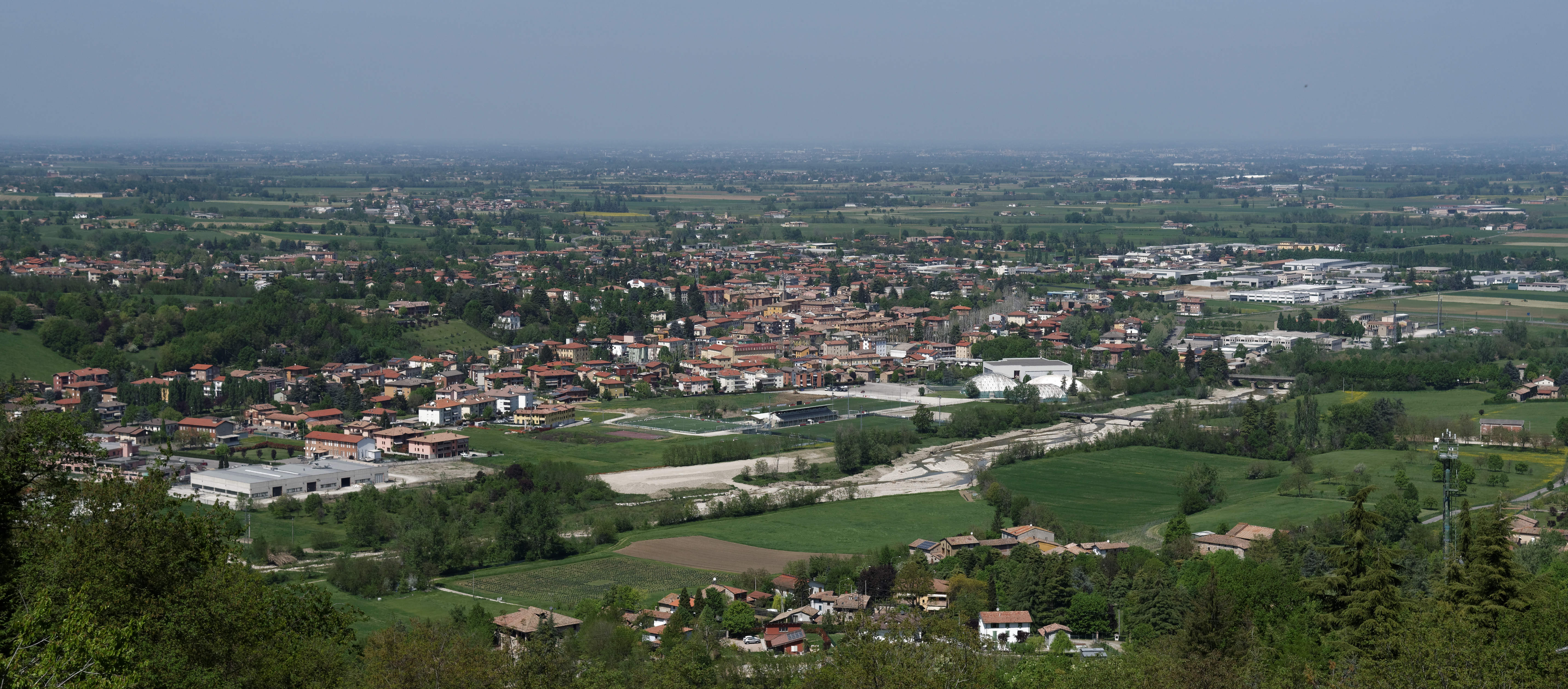
Traversetolo (2018)

Traversetolo ist eine italienische Gemeinde (comune) mit 9664 Einwohnern (Stand 31. Dezember 2023) in der Provinz Parma in der Emilia-Romagna. Die Gemeinde liegt etwa 18 Kilometer südsüdöstlich von Parma. Die Gemeinde liegt westlich der Enza und grenzt unmittelbar an die Provinz Reggio Emilia.

## Geschichte
Traversetolo wird urkundlich erstmals mit dem 18. März 991 erwähnt. 1558 wird die Festungsanlage durch Ottavio Farnese zerstört. 

## Gemeindepartnerschaften
Traversetolo unterhält eine Partnerschaft mit der französischen Gemeinde Oraison im Département Alpes-de-Haute-Provence und eine inneritalienische Partnerschaft mit der Gemeinde Majano in der Region Friaul-Julisch Venetien.

## Verkehr
Durch die Gemeinde führt die frühere Strada statale 513 di Val d’Enza, die nunmehr zur Provinzstraße herabgestuft wurde, von Parma nach San Polo d’Enza.